# Six Jours de Kiel
Les Six Jours de Kiel, das Sechstagerennen von Kiel,  sont une course de six jours, organisée à Kiel, en Allemagne. Trois éditions sont organisées entre 1910 et 1952.

## Palmarès
| Année   | Vainqueur                       | Deuxième                      | Troisième                           |
| ------- | ------------------------------- | ----------------------------- | ----------------------------------- |
| 1910    | Willy Arend Eugen Stabe         | Gustav Janke Max Kendelbacher | Karl Rottnick Karl Wittig           |
| 1911-12 | Non-disputés                    |                               |                                     |
| 1913    | Paul Passenheim Fritz Schallwig | Georg Barth Graetz            | Frank Hoffmann Fritz Hoffmann       |
| 1914-51 | Non-disputés                    |                               |                                     |
| 1952    | Jean Roth Armin von Büren       | Émile Carrara Gustav Kilian   | Severino Rigoni Ferdinando Terruzzi |